# Атлетски митинг Прифонтејн класик
Атлетски митинг Прифонтејн класик је међународни атлетски митинг који се једном годишње одржава на универзитетском атлетском стадиону Хејворд Филд у Јуџину, (САД). Под овим именом први пут је одржан 1975, а од 2010. одржава се као један од 14 атлетских митинга ИААФ Дијамантске лиге.
Митинг је добио име у част бившег атлетског олимипијца Универизтета у Орегону Стива Прифонтејна, који је погинуо у саобраћајној несрећи непосредно пред митинг 1975.
На митинзима Прифонтејн класик досад су оборена четири светска рекорда.
| Година | Дисциплина    | Рекорд      | Атлетичар   | Земља            | Детаљи |
| ------ | ------------- | ----------- | ----------- | ---------------- | ------ |
| 1975.  | 220 јарди     | 19,92       | Дон Квори   | Јамајка          |        |
| 1982.  | 5000 м        | 15:08,26    | Мери Декер  | Сједињене Државе |        |
| 2011.  |               |             |             |                  |        |
| 2011.  | 25.000 метара | 1:12:25,4 + | Мозиз Мосоп | Кенија           |        |
| 2011.  | 30.000 м      | 1:26:47,4   | Мозиз Мосоп | Кенија           |        |

 + = Резултат постигнут као пролазно време дуже трке.
Марија Мутола из Мозамбика је на 16 узастопних митинга (1993—2008) побеђивала у трци на 800 метара.

## Рекорди митинга

### Мушкарци
| Дисциплина       | Рекорд             | Атлетичар               | Земља            | Датум         | Реф.               | Видео                                  |
| ---------------- | ------------------ | ----------------------- | ---------------- | ------------- | ------------------ | -------------------------------------- |
| 100 м            | 9,80 (+1,3 м/с)    | Стив Малингс            | Јамајка          | 4. јун 2011.  | [ 1 ] [ 2 ]        |                                        |
| 200 м            | 19,72 (+1,8 м/с)   | Волтер Дикс             | Сједињене Државе | 3. јул 2010.  |                    |                                        |
| 400 м            | 43,92              | Мајкл Џонсон            | Сједињене Државе | 24. јун 2000. |                    |                                        |
| 800 м            | 1:43,63            | Најџел Ејмос            | Боцвана          | 31. мај 2014. | [ 3 ]              | [ мртва веза ]                         |
| 1.000 м          | 2:13,62            | Абубакер Каки           | Судан            | 3. јул 2010.  |                    |                                        |
| 1.500 m          | 3:32,81*           | Данијел Кипчирчир Комен | Кенија           | 10. јун 2007. |                    |                                        |
| Миља             | 3:47,32            | Ајанле Сулејман         | Џибути           | 31. мај 2014. | [ 4 ]              | Архивирано на веб-сајту (4. март 2016) |
| 3.000 м          | 7:35,44**          | Елијуд Кипчоге          | Кенија           | 4. јун 2005   |                    |                                        |
| 2. миље          | 8:03,50            | Крејг Мотрам            | Аустралија       | 10. јун 2007. |                    |                                        |
| 5.000 м          | 12:56,98           | Мохамед Фара            | Велика Британија | 2. јун 2012.  | [ 5 ]              | [ мртва веза ]                         |
| 10.000 м         | 26:25,97           | Кенениса Бекеле         | Етиопија         | 8. јун 2008.  |                    |                                        |
| 25.000 м         | 1:12:25,4+         | Мозиз Мосоп             | Кенија           | 3. јune 2011. | [ 6 ] [ 7 ]        | Архивирано на веб-сајту (5. јун 2014)  |
| 30.000 м         | 1:26:47,4          | Мозиз Мосоп             | Кенија           | 3. јune 2011. | [ 6 ] [ 7 ]        | Архивирано на веб-сајту (5. јун 2014)  |
| 110 м препоне    | 12,90 (+1,6 м/с)   | Дејвид Оливер           | Сједињене Државе | 3. јул 2010.  |                    |                                        |
| 400 м препоне    | 47,91              | Бершон Џексон           | Сједињене Државе | 4. јун 2005.  |                    |                                        |
| 3.000 м препреке | 8:03,59            | Консеслус Кипруто       | Кенија           | 1. јун 2013.  | [ тражи се извор ] | Архивирано на веб-сајту (2. јун 2014)  |
| Скок увис        | 2,40 м             | Мутаз Еса Баршим        | Катар            | 1. јун 2013.  | [ тражи се извор ] |                                        |
| Скок мотком      | 6,04 м             | Бред Вокер              | Сједињене Државе | 8. јун 2008.  |                    | Архивирано на веб-сајту (2. јун 2014)  |
| Скок удаљ        | 8,74 м (-1,2 м/с)  | Двајт Филипс            | Сједињене Државе | 7. јун 2009.  |                    |                                        |
| Троскок          | 17,66 м (+0,8 м/с) | Вил Клеј                | Сједињене Државе | 31. мај 2014  |                    | Архивирано на веб-сајту (2. јун 2014)  |
| Бацање кугле     | 22,41 м            | Кристијан Кантвел       | Сједињене Државе | 3. јул 2010   |                    |                                        |
| Бацање диска     | 71,32 м            | Бен Плакнет             | Сједињене Државе | 1983.         |                    |                                        |
| Бацање кладива   | 82,65 м            | Коџи Мурофуши           | Јапан            | 19. јун 2004. |                    |                                        |
| Бацање копља     | 84,5 м             | Вадимс Василевскис      | Летонија         | 2. јун 2012.  | [ 8 ]              |                                        |

+ = пролаз на дужој дистанци
* пролаз у трци на 1 миљу
** пролаз у трци на 2 миље

### Жене
| Дисциплина       | Рекорд             | Атлетичар              | Земља            | Датум         | Реф.               | Видео                                       |
| ---------------- | ------------------ | ---------------------- | ---------------- | ------------- | ------------------ | ------------------------------------------- |
| 100 м            | 10,70 (+2,0 м/с)   | Кармелита Џетер        | Сједињене Државе | 4. јун 2011.  | [ 9 ] [ 10 ]       |                                             |
| 200 м            | 21,81 (+1,6 м/с)   | Мерион Џоунс           | Сједињене Државе | 30. мај 1999. |                    |                                             |
| 400 м            | 49,34              | Ана Гевара             | Мексико          | 24. мај 2003  |                    |                                             |
| 800 м            | 1:56,72            | Франсин Нијонсаба      | Бурунди          | 1. јун 2013.  | [ 11 ]             | [ мртва веза ]                              |
| 1.000 м          | 2:32,33            | Марија Мутола          | Мозамбик         | 1995.         |                    |                                             |
| 1.500 м          | 3:57,05            | Хелен Онсандо Обири    | Кенија           | 31. мај 2014. |                    | Архивирано на веб-сајту (2. јун 2014)       |
| Миља             | 4:21,25            | Мери Декер             | Сједињене Државе | 1988          |                    |                                             |
| 2.000 м          | 5:31,52            | Вивијан Чериот         | Кенија           | 7. јун 2009.  |                    |                                             |
| 3.000 м          | 8:34,47            | Mariem Alaoui Selsouli | Мароко           | 2. јун 2012   | [ 12 ]             | Архивирано на веб-сајту (4. март 2016)      |
| 5.000 м          | 14:33,96           | Вивијан Чериот         | Кенија           | 3. јун 2011   | [ 13 ] [ 14 ]      |                                             |
| 10.000 м         | 30:24,39           | Тирунеш Дибаба         | Етиопија         | 1. јун 2012.  | [ 15 ]             | Архивирано на веб-сајту (29. новембар 2014) |
| 100 м препоне    | 12,45 (+1,4 м/с)   | Бриџет Фостер-Хилтон   | Јамајка          | 24. мај 2003. |                    |                                             |
| 400 м препоне    | 53,03              | Мелејн Вокер           | Јамајка          | 3. јул 2010   |                    |                                             |
| 3.000 м препреке | 9:11,39            | Софија Асефа           | Етиопија         | 31. мај 2014. | [ 16 ]             | Архивирано на веб-сајту (2. јун 2014)       |
| Скок увис        | 2,02 м             | Ана Чичерова           | Русија           | 2. јун 2012.  | [ 17 ]             | Архивирано на веб-сајту (4. март 2016)      |
| Скок мотком      | 4,72 м             | Стејси Драгила         | Сједињене Државе | 26. мај 2002. |                    | Архивирано на веб-сајту (4. март 2016)      |
| Скок удаљ        | 7,31 м             | Мерион Џоунс           | Сједињене Државе | 31. мај 1998. |                    |                                             |
| Троскок          | 14,98 м (+0,6 м/с) | Олга Саладуха          | Украјина         | 4. јун 2011.  | [ 10 ] [ 18 ]      | Архивирано на веб-сајту (5. јун 2014)       |
| Бацање кугле     | 20,59 м            | Надзеја Астапчук       | Белорусија       | 4. јун 2011.  | [ 10 ] [ 19 ]      | Архивирано на веб-сајту (29. новембар 2014) |
| Бацање диска     | 69,32 м            | Сандра Перковић        | Хрватска         | 30. мај 2014. | [ 20 ]             | Архивирано на веб-сајту (2. јун 2014)       |
| Бацање кладива   | 75,98 м            | Татјана Лисенко        | Русија           | 3. јул 2010.  |                    |                                             |
| Бацање копља     | 67,70 м            | Кристина Обергфел      | Немачка          | 31. мај 2013. | [ тражи се извор ] |                                             |